# Distrito electoral de Brush Creek (condado de Saline, Nebraska)
Brush Creek (en inglés: Brush Creek Precinct) es un distrito electoral ubicado en el condado de Saline en el estado estadounidense de Nebraska. En el Censo de 2010 tenía una población de 140 habitantes y una densidad poblacional de 1,5 personas por km².

## Geografía
Brush Creek se encuentra ubicado en las coordenadas 40°29′00″N 97°5′11″O / 40.48333, -97.08639. Según la Oficina del Censo de los Estados Unidos, Brush Creek tiene una superficie total de 93.34 km², de la cual 93.24 km² corresponden a tierra firme y (0.11%) 0.1 km² es agua.

## Demografía
Según el censo de 2010, había 140 personas residiendo en Brush Creek. La densidad de población era de 1,5 hab./km². De los 140 habitantes, Brush Creek estaba compuesto por el 100% blancos.